# هجوم تدمر (ديسمبر 2016)
هجوم تدمر هو عملية عسكريه شنها تنظيم الدولة الإسلامية (داعش) للاستيلاء على مدينة تدمر القديمة.

## خلفية
استولت داعش على مدينة تدمر القديمة في مايو عام 2015 بعد انسحاب الجيش العربي السوري من البلدة. استعاد الجيش السيطرة عليها في مارس عام 2016. بيد أن المجموعة مازالت تسيطر علي اراض في محافظة حمص الشرقية وبدأت في تنفيذ هجمات متمردة على الجيش بعد خسارتها للمدينة. المدينة هامة تاريخيًا ودوليًا ويأتي الهجوم في خلفية استهداف المجموعة عسكريًا على مقراتها في الموصل والرقة. كما أنها ذات أهمية إستراتيجية حيث أنها تقع بالقرب من حقول النفط. وبدأ الهجوم في لحظة ركز فيها الجيشان السوري والروسي علي هجوم حلب.

## أعقاب الهجوم والهجوم المضاد
اندلعت اشتباكات مرة أخرى بالقرب من قاعدة التياس الجوية العسكرية والشريفة خلال النهار مع تقدم الجيش السوري في المنطقة. قام الجيش السوري بتأمين قمم التلال المحيطة بقرية الشريفة في 29 ديسمبر. وفي اليوم التالي، استعاد الجيش القرية. كانت هناك اشتباكات في المنطقة في 31 ديسمبر مع محاولة القوات الموالية للحكومة استعادة القرية.
تجددت الاشتباكات في 2 يناير 2017، في محيط الشريفة والقاعدة الجوية بالإضافة إلى المحطة الرابعة. أفيد في 4 يناير بأن تنظيم الدولة الإسلامية كان ينسحب من المناطق المحيطة بقاعدة التياس الجوية. استمرت بعض الاشتباكات بالقرب من القاعدة الجوية بعد 5 يناير.
أطلق الجيش السوري هجوم شرق حمص لاستعادة تدمر في 12 يناير 2017.